# Heisteria ovata
Heisteria ovata là một loài thực vật có hoa trong họ Olacaceae. Loài này được Benth. mô tả khoa học đầu tiên năm 1851.